# Twisted Sister
Twisted Sister — хеві-метал гурт із Нью-Йорка, заснований в 1972 році гітаристом Джей Джей Френчем.
Характеризується поєднанням бунтарства нової хвилі британського хеві-металу й екстравагантності гуртів глем-року на кшталт New York Dolls та Kiss (зокрема яскравий макіяж).
Також великий вплив на гурт мала музика таких гігантів рок-музики як: AC/DC та Alice Cooper. Творчість гурту є сумішшю елементів традиційного важкого металу й раннього глем-року. Найвідоміші пісні — «І Wanna Rock» та «We're Not Gonna Take It». Тематика пісень — конфлікт між підлітками і їхніми батьками, критика системи освіти, бунтарство Найуспішнішим альбомом гурту був Stay Hungry, який став тричі платиновим у США.
Незмінним лідером гурту є Ді Снайдер. Завдяки своїй харизмі він зумів вивести гурт на пік популярності. Розповівши, про свої плани іншим музикантам Twisted Sister, він почав реалізовувати задумане (використовуючи грим та піротехніку на виступах) на що Джей Джей Френч йому відповів:
…ти командний гравець, побачимо, що з цього вийде…
Гурт активно виступав у клубах США, заявляючи про себе, і домагаючись популярності. Проте жодна американська рекордингова компанія не погоджувалася підписати з гуртом контракт. Музиканти думали, що це кінець їхньої кар'єри, але все-таки вдалося знайти студію, яка погодилася записати їхній дебютний альбом — це була Secret Records. Як згодом згадував Едді Охеда:
…це дійсно була компанія-секрет: ніхто про неї нічого не бачив і не чув.
Записавши свій дебютний альбом — Under the Blade, гурт вирушив у тур на підтримку нового альбому. Їхня популярність росла, і у 1983 році гурт записує новий альбом You Can't Stop Rock 'n' roll, який був записаний по всім канонам Twisted Sister — бунтарські настрої проти системи, та якісна музика. Популярність гурту зросла ще більше і гурт почали запрошувати на різні ток-шоу, зокрема, на британське шоу Труба англ. The Tube. Публіка зустрічала такий неординарний і не типовий гурт зовсім по-різному. Під час виступу на ток-шоу Труба публіка гурт зустріла дуже прохолодно. Як згодом згадував Ді Снайдер:
Я дивлюся на публіку, і розумію, що не можу її «запалити»…
Зі слів Джей Джей Френча:
Побачивши «холод» у залі Ді зупинив виступ, і запитав у публіки: «Це все через грим?! Вам не подобається макіяж?», після чого попросив винести йому рушник і одним махом стер грим з лиця. Опісля запитав: «Так краще?», побачивши пожвавлення у залі він почав лаяти публіку, і на диво, людям — це сподобалося…
Також не обходилося без курйозів: на одному з концертів у Британії, натовп не задоволений виглядом гурту почав жбурляти у музикантів усе, що потрапляло під руку.
Зі слів Едді Охеди:
У нас летіло все: консервні банки, овочі, та пластикові стаканчики. Овочів було так багато, що можна було приготувати салат.
Зі слів Ей Джей Перо:
…коли натовп не задоволений чимось і жбурляє у тебе чим хоче, ти уже не можеш нормально грати. Ти бачиш, що у тебе летить, щось і ти думаєш: «О ні, тільки не сюди…», і намагаєшся ухилитися, а не думати про виступ…
Концерт продовжувався допоки з-за куліс не зробили огидне відкриття: хтось метнув на сцену справжню фекалію! Ді Снайдер зупинив концерт і намагався дізнатися у натовпу хто це зробив.
З його слів:
Я стою і думаю: на концерті 30000 глядачів, це ж яким потрібно бути психом, щоб утнути таке!
Однак гурт не переймався подібними дурницями та у 1984 році записав свій найпопулярніший альбом: Stay Hungry, який став тричі платиновим у США.
Після нього був записаний наступний альбом Come Out and Play. Під час запису троє гітаристів гурту ледве виконували поставлені їм завдання, що без сумніву позначилося на звучанні Twisted Sister як наслідок — їхня популярність падала. Музиканти будь-як намагалися повернути колишню популярність (відмовилися від гриму, та піротехніки). Ді Снайдер навіть підпиляв напилком собі два передні зуби, але марно їхній популярності вже ніщо не могло зарадити. Попри те, що Ді Снайдер був лідером гурту, не всім учасникам гурту подобалася його агресивна політика, інколи це приводило до сварок і розбрату всередині гурту. Зокрема він не на жарт розсварився з Марком Мендозою, їхні конфлікти ледь не приводили до бійок. Як згодом згадував Ді:
Мої конфлікти з Марком були на межі насилля. Я тоді втратив найкращого друга…
Проте, вокаліст не збирався змінювати своєї політики, щодо просування гурту далі, це і привело до конфлікту з Джей Джей Френчем, якого Ді згодом намагався вигнати з гурту.
На початку 1986 року з гурту пішов барабанщик — Ей Джей Перо, що по суті, привело до розпаду Twisted Sister. Кожен з колишніх учасників намагалися створити власні музичні проєкти, але усім цим проєктам не судилося довго існувати. І вже за кілька років колишні музиканти перетворилися на простих нью-йоркських роботяг.
Зі слів Ді Снайдера:
…це був найгірший час мого життя, я їздив на роботу на велосипеді, бо грошей на автомобіль не було. Я вів просту паперову низькооплачувану роботу, грошей вистачало хіба що на харчування. Якщо можна було б, то я залюбки б пропустив цей момент свого життя.
Згодом Джей Джей Френч підправив своє фінансове становище і став менеджером для деяких молодих гуртів.
У 1997 році Twisted Sister возз'єдналися у класичному складі, і вже у 2001 році гурт знову з'явився у світі рок-музики. У 2004 році гурт перевидав свій найпопулярніший альбом Stay Hungry під назвою Still Hungry, у 2006 році гурт записав свій новий альбом Twisted Christmas, що був поєднанням релігійних пісень, та рок-музики.
У 2015 році від серцевого нападу помер Ей Джей Перо, після чого гурт заявив про прощальний тур. Як заміна Ей Джей Перо був запрошений сесійний музикант Майк Портной.

## Поточний склад
- Ді Снайдер (Dee Snider) — спів, основний автор пісень (з 1976)
- Едді Охеда (Eddie Ojeda) — соло-гітара (з 1975)
- Джей Джей Френч (Jay Jay French) — ритм-гітара, бек-вокал (з 1972)
- Марк Мендоза (Mark Mendoza) — бас-гітара, бек-вокал (з 1978)
- Майк Портной (Mike Portnoy) — ударні, (з 2015)(Запрошений музикант)

## Дискографія

### Студійні альбоми
- Under the Blade (September 18, 1982, перевиданий у 1985)
- You Can't Stop Rock 'n' Roll (1983)
- Stay Hungry (1984)
- Come Out and Play (1985)
- Love Is for Suckers (1987)
- Still Hungry (2004)
- A Twisted Christmas (2006)

### Концертні альбоми, збірники
- Big Hits and Nasty Cuts: The Best of Twisted Sister (1992)
- Live at Hammersmith (1994)
- Club Daze Volume 1: The Studio Sessions (1999)
- We're Not Gonna Take It & Other Hits (2001)
- Club Daze Volume II: Live in the Bars (2001)
- The Essentials (2002)
- Live and Wacken: The Reunion (2005)
- A Twisted Christmas — Live (2007)
- Live At The Astoria (2008)

## Музичні кліпи
- «You Can't Stop Rock 'n' Roll»
- «We're Not Gonna Take It»
- «I Wanna Rock»
- «The Price»
- «Leader of the Pack»
- «Be Chrool to Your Scuel»
- «Hot Love»
- «Oh Come All Ye Faithful»
- «Silver Bells»